# Phaenocarpa laticeps
Phaenocarpa laticeps är en stekelart som beskrevs av Gurasashvili 1983. Phaenocarpa laticeps ingår i släktet Phaenocarpa och familjen bracksteklar. Inga underarter finns listade i Catalogue of Life.